# Gilbert Gude

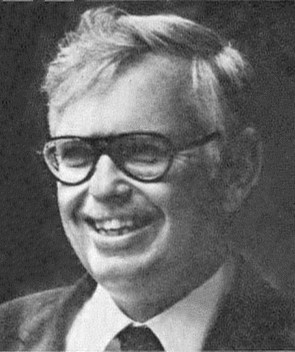
Gilbert Gude (1975)

Gilbert Gude (* 9. März 1923 in Washington, D.C.; † 7. Juni 2007 ebenda) war ein US-amerikanischer Politiker. Zwischen 1967 und 1977 vertrat er den Bundesstaat Maryland im US-Repräsentantenhaus.

## Werdegang
Gilbert Gude besuchte die öffentlichen Schulen in Rockville und Washington. Während des Zweiten Weltkrieges diente er im pazifischen Raum im medizinischen Dienst der US Army. Danach studierte er an der University of Maryland, der Cornell University und dann bis 1958 an der George Washington University. Gleichzeitig schlug er als Mitglied der Republikanischen Partei eine politische Laufbahn ein. Im Jahr 1952 war er Delegierter auf deren regionalem Parteitag in Maryland. Zwischen 1953 und 1958 saß er im Abgeordnetenhaus von Maryland. 1958 wurde er in den Staatsvorstand der Republikaner gewählt. Von 1962 bis 1968 gehörte Gude dem Senat von Maryland an. Im August 1968 war er Delegierter zur Republican National Convention in Miami Beach, auf der Richard Nixon als Präsidentschaftskandidat nominiert wurde.
Bei den Kongresswahlen des Jahres 1966 wurde Gude im achten Wahlbezirk von Maryland in das US-Repräsentantenhaus in Washington gewählt, wo er am 3. Januar 1967 ein neues Mandat antrat. Nach vier Wiederwahlen konnte er bis zum 3. Januar 1977 fünf Legislaturperioden im Kongress absolvieren. In diese Zeit fielen unter anderem das Ende des Vietnamkrieges und die Watergate-Affäre. 1972 war Gilbert Gude Beobachter des Kongresses bei einer UNO-Konferenz in Stockholm. Im Jahr 1976 verzichtete er auf eine weitere Kandidatur.
Zwischen 1977 und 1985 fungierte er als einer der Direktoren der Library of Congress. Außerdem war er Mitglied und zwischenzeitlich Vorsitzender eines Beraterausschusses der Interparlamentarischen Union in Genf. Gilbert Gude starb am 7. Juni 2007 in Washington.